# Kanton Nantes-8
Kanton Nantes-8 (fr. Canton de Nantes-8) je francouzský kanton v departementu Loire-Atlantique v regionu Pays de la Loire. Tvoří ho pouze část města Nantes.